# Yantou Quanhuo
Yantou Quanhuo (chiń. 巖頭全豁, pinyin Yántóu Quánhuō; kor. 암두전활 Amdu Chŏnhwal; jap. Gantō Zenkatsu; wiet. Nham Đầu Toàn Hoát; ur. 828, zm. 887) – chiński mistrz chan.

## Życiorys
Pochodził z Quanzhou. Został mnichem w klasztorze Baoshou w Chang’anie. Jako młody mnich studiował Winaję i sutry buddyjskie. Wiele podróżował po Chinach razem ze swoimi przyjaciółmi Xuefengiem Yicunem i Qinshanem Wensuiem. Pragnęli zostać uczniami wielkiego mistrza Linji Yixuana, ale przybyli do jego klasztoru już po jego śmierci.
W końcu został uczniem mistrza chan Deshana Xuajiana, osiągnął oświecenie i zostaje spadkobiercą Dhamy mistrza. W czasie śmierci swojego mistrza Quanhuo miał około 35 lat. Udał się wtedy do pustelni, gdzie w samotności prowadził praktykę chan. Stopniowo zaczęli się wokół niego gromadzić uczniowie i w końcu Quanhuo został opatem wielkiego klasztoru Yantou w Ezhou.
Mistrz słynął ze swojej inteligencji i bystrości.
Mówił do swoich uczniów
W końcu mego życia wydam głośny okrzyk i umrę.
Mnich spytał Yantou
Co jest istotą buddyzmu?
Wielka ryba zjada małą rybę.
Inny mnich spytał
Gdy Trzy Światy atakują nas, cóż możemy zrobić?
Siedzieć spokojnie!
Mnich zaskoczony rzekł
Wyjaśnij trochę więcej.
Przynieś mi tu górę Lu, a powiem ci!
W okresie schyłkowym dynastii Tang zapanował w Chinach chaos i bandyci napadli na klasztor. Ostrzeżeni mnisi opuścili go; pozostał tylko Yantou. Gdy bandyci znaleźli go siedział w medytacji. Rozczarowani, że nie znaleźli żadnego łupu, zamordowali mistrza, który tak krzyknął, że słychać go było w odległości 10 li (ok. 5 km).
Miał 9 spadkobierców Dharmy.
Krzyk mistrza stał się problemem dla wielu praktykujących chan i zen, którzy nie mogli zrozumieć, że oświecony mistrz chan krzyknął w czasie śmierci. Problem ten męczył także przyszłego wybitnego japońskiego mistrza zen Hakuina Ekaku, który rozwiązał go w momencie oświecenia i krzyknął Tak naprawdę Gantō (Yantou) jest żywy, silny i zdrowy!
Gong’any z Yantou to 13 z Wumenguan, 51 i 66 z Biyan lu oraz 14, 22, 43, 50, 55, 75, 77 (w komentarzu) w Congronglu.

## Linia przekazu Dharmy zen
Pierwsza liczba oznacza liczbę pokoleń mistrzów od 1 Patriarchy indyjskiego Mahakaśjapy.
Druga liczba oznacza liczbę pokoleń od 28/1 Bodhidharmy, 28 Patriarchy Indii i 1 Patriarchy Chin.
- 33/6. Huineng (638–713)
  - 34/7. Qingyuan Xingsi (660–740)
    - 35/8. Shitou Xiqian (700–790)
      - 36/9. Tianhuang Daowu (748–807)
        - 37/10. Longtan Chongxin (782–865)
          - 38/11. Deshan Xuanjian (819–914)
            - 39/12. Yantou Quanhuo (828–887)
              - 40/13. Ruiyan Shiyan (bd)
              - 40/13. Luoshan Daoxian (bd)
                -                   - 41/14. Mingzhao Deqian (bd) (także Mingwang)
                  - 41/14. Daning Daokuan (bd)
                  - 41/14. Zingbing (845–919)